# 巌立

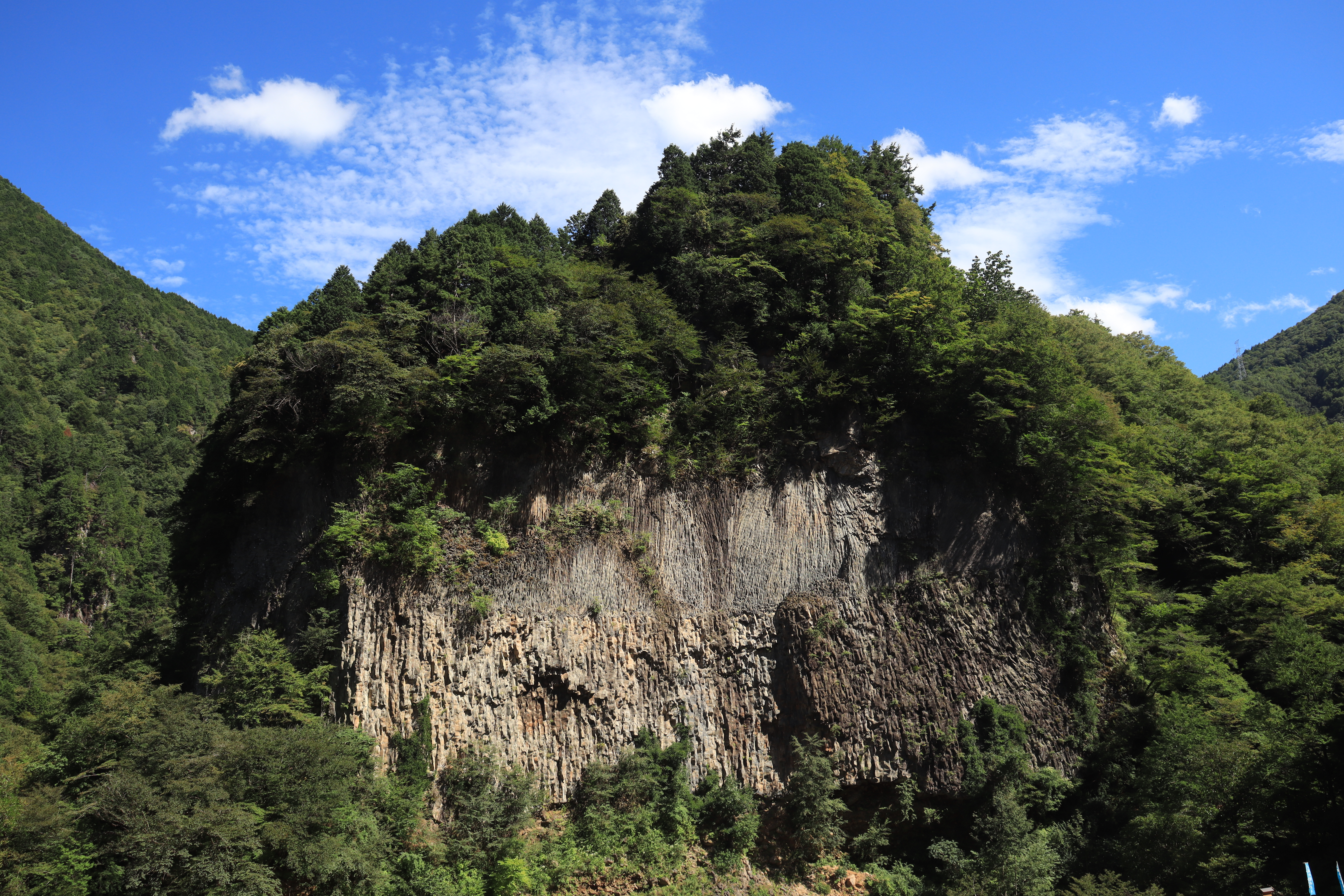
巌立

巌立（がんだて）は、岐阜県下呂市小坂町落合の濁河川と椹谷の合流点にある絶壁。付近一帯は、巌立峡と呼ばれている。

## 概要
岐阜県指定の天然記念物で、高さ72m、幅120mの大岩壁。溶岩が冷えて固まったときに柱状節理が出来、太さ数十cmの柱が並んでいるように見える。
今から約5万4千年前に、御嶽山の噴火によって流れ出した溶岩流の末端部分で、御嶽山から約17km下流になる。この溶岩流全体は、摩利支天山第六溶岩流と呼ばれている。岩石は両輝石安山岩である。
2007年、御嶽山が日本の地質百選に選定されたとき、巌立は御嶽山を構成する一連のものとして扱われている。
周辺は紅葉の名所として知られており、巌立峡は、飛騨・美濃紅葉三十三選に選定されている。また、中部北陸自然歩道のモデルコースである「巌立と滝へのみち」のルートとなっている。

## 交通アクセス

### 鉄道
- JR高山本線飛騨小坂駅からタクシーで約15分。
- JR高山本線飛騨小坂駅から下島温泉までバスで約15分、下車後徒歩約25分。
- シーズン中は下呂駅からツアーバスも出る。

### 道路
- 中央自動車道中津川ICより約90分。
- 東海環状自動車道富加関ICより約90分。
- 中部縦貫自動車道高山ICより約45分。